# Agomadaranus xilingensis
Agomadaranus xilingensis es una especie de coleóptero de la familia Attelabidae.

## Distribución geográfica
Habita en China.